# Tétrafluorure de tellure
Le tétrafluorure de tellure est un composé chimique de formule TeF4. C'est un solide hygroscopique blanc à cristaux incolores qui fond vers 130 °C et se dismute en tellure et hexafluorure de tellure TeF6 à partir de 194 °C :
3 TeF4 ⟶ Te + 2 TeF6.
À l'état solide, il présente une structure polymérique linéaire de type [–TeF3–F–]n constituée d'octaèdres liés entre eux par des sommets ; un doublet non liant occupe la sixième position de coordination. À l'état liquide, c'est un conducteur de l'électricité. À l'état gazeux, il présente une couleur rouge. Il réagit avec l'eau H2O et la silice SiO2 en formant des oxydes de tellure. Vers 185 °C, il attaque le cuivre, le nickel, le mercure et même l'or, mais pas le platine. Il est soluble dans le pentafluorure d'antimoine SbF5 où il forme un précipité correspondant au complexe TeF4SbF5.
Le tétrafluorure de tellure peut être obtenu à partir de dioxyde de tellure TeO2 et de tétrafluorure de soufre SF4 sous pression :
TeO2 + 2 SF4 → TeF4 + 2 SOF2.
On peut également le préparer de manière semblable avec du tétrafluorure de sélénium SeF4 à 80 °C à la place du tétrafluorure de soufre, ou bien en faisant réagir du fluorure de nitryle NO2F voire du fluor F2 avec du tellure à 0 °C.